# Babuíno-amarelo
Papio cynocephalus, ou babuíno-amarelo é uma espécie de babuíno, um Macaco do Velho Mundo.O nome científico, vem do grego, e significa, literalmente, "cabeça de cachorro", devido a forma de sua cabeça e focinho. Possui um corpo esguio, com longos braços e pernas, e pelagem de cor amarela-amarronzada. Lembra Papio ursinus, mas é menor e seu focinho não é tão alongado. A face é sem pelos, e de cor preta, de cor branca, nos lados.T Machos podem ter até 84 cm de comprimento, e as fêmeas, 60 cm. A cauda pode ter quase o mesmo comprimento do corpo. Vivem até os 30 anos de idade.

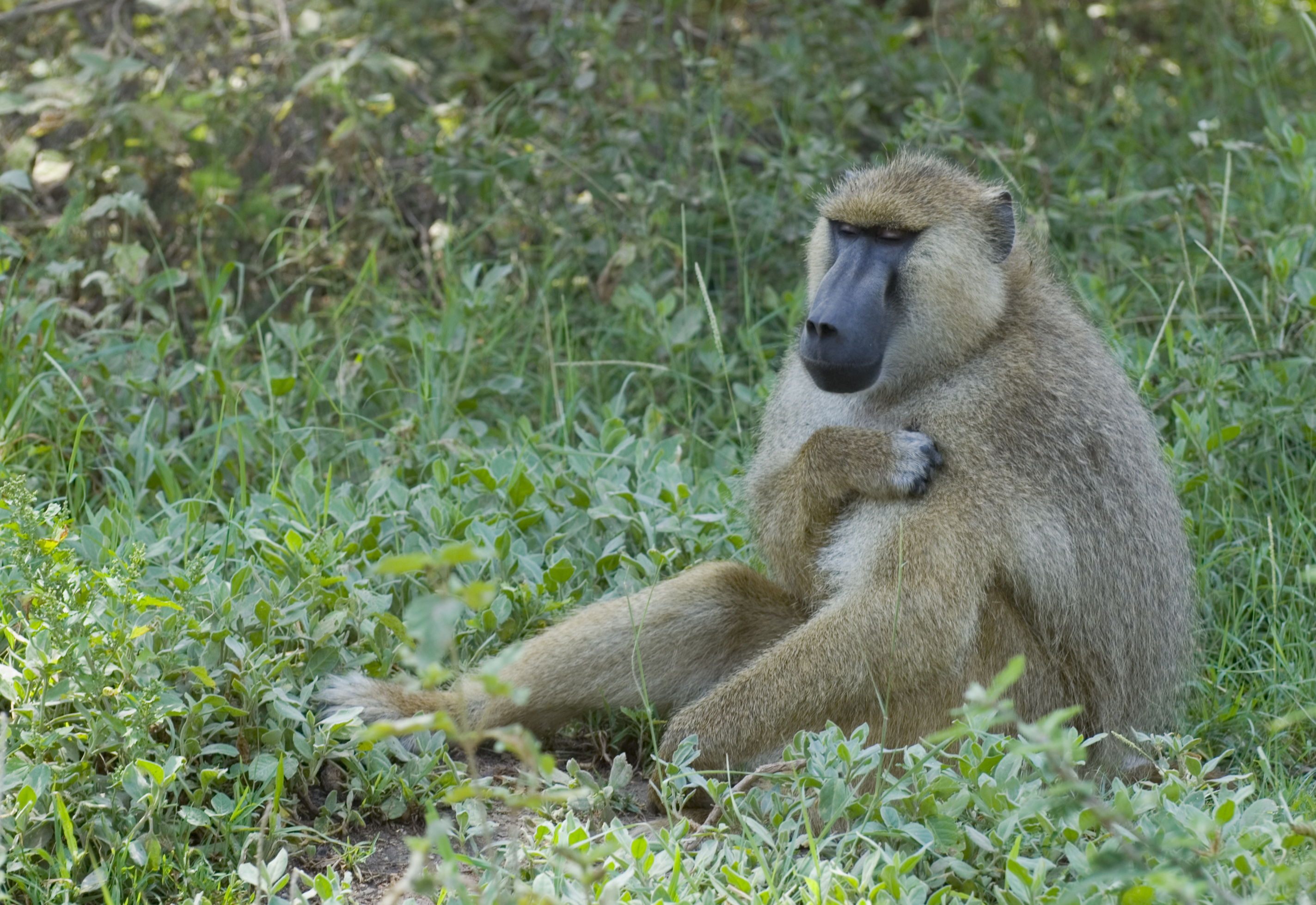
P. cynocephalus no Parque NacionalAmboseli, Quênia

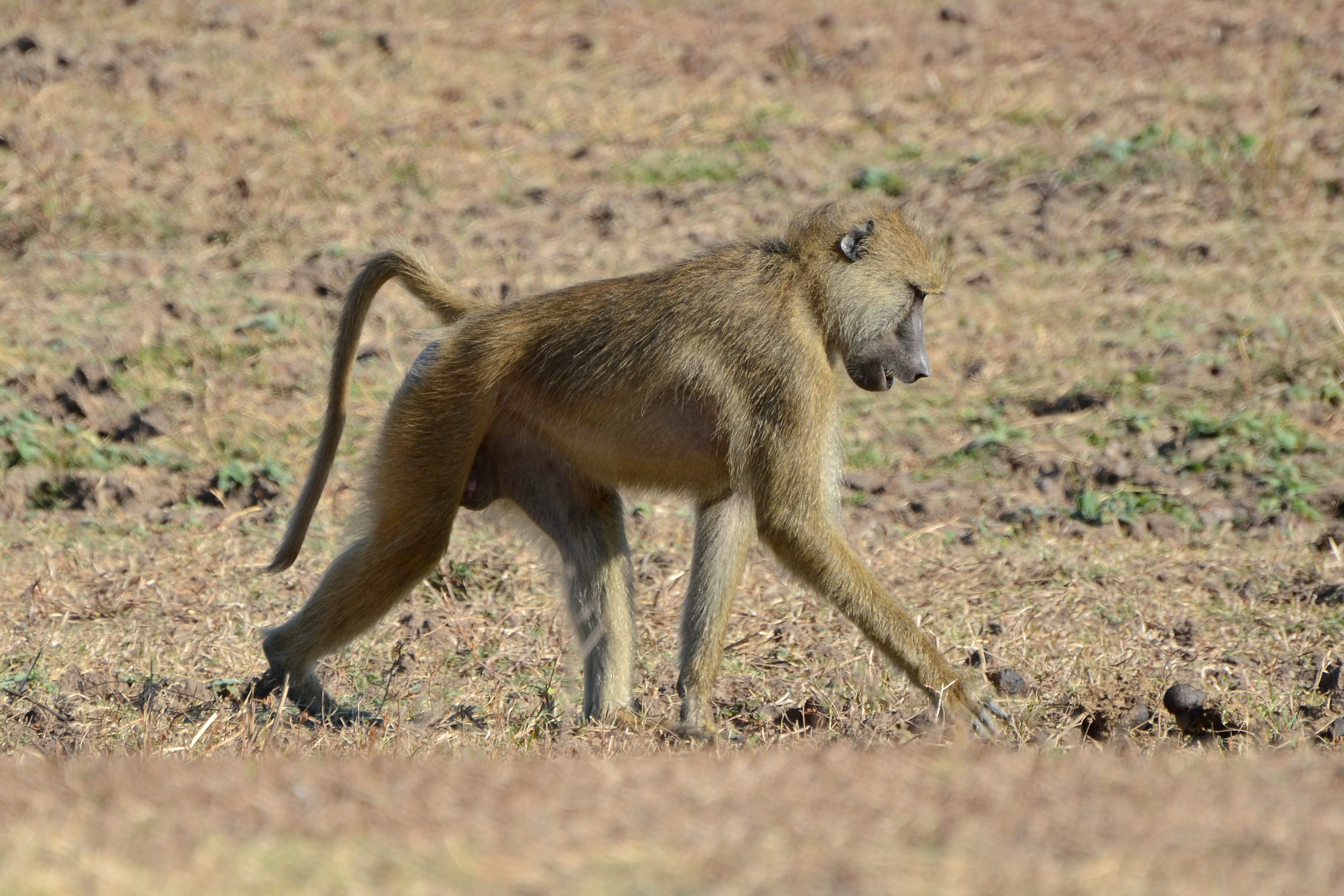
P. cynocephalus no Parque Nacional South Luangwa, Zâmbia

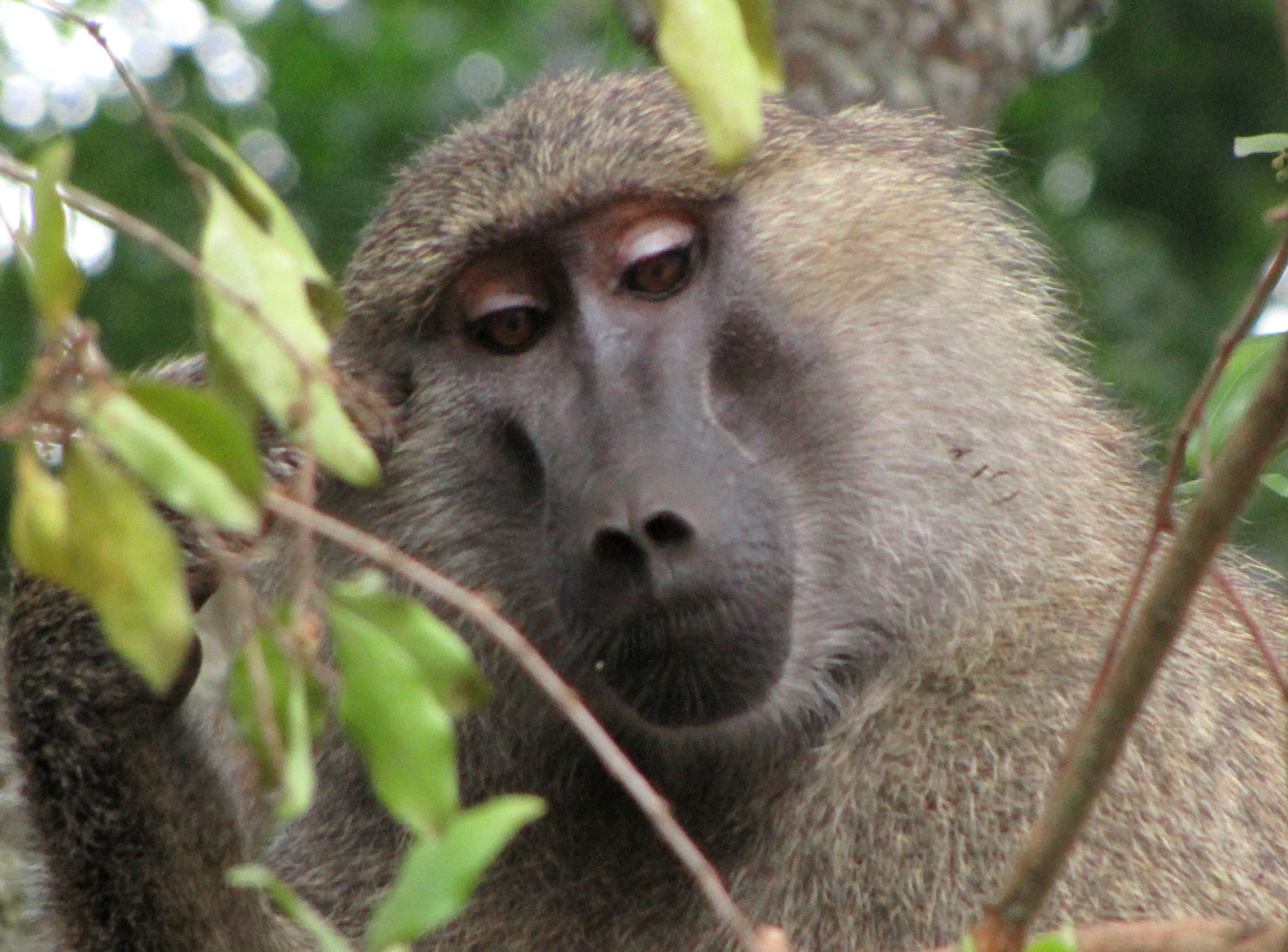
Nas árvores, no Parque Nacional de Serengeti, Tanzânia

P. cynocephalus habita savanas e florestas abertas do leste da África, do Quênia e Tanzânia até o Zimbábue e Botswana. É um animal diurno, terrestre e vive em grupos complexos de até 200 indivíduos. É onívoro, se alimentando de frutos principalmente, mas se alimenta de outras partes das plantas, como flores e folhas. Babuínos são oportunistas para se alimentar.
Possuem pelo menos, 10 tipos de vocalizações para se comunicar. Quando viajando em grupo, os machos dominantes ficam  na frente, fêmeas e jovens ficam no meio, e os machos subalternos ficam na retaguarda. Por formarem hierarquias, os babuínos apresentam comportamentos interessantes, de forma a evitar confrontos e retaliações. Por exemplo: machos frequentemente são vistos usando infantes como forma de se protegerem de um macho mais agressivo. O macho segura o filhote, de forma que acalma o dominante agressivo.
Babuínos possuem um papel importante na dispersão de sementes.Podem ser predados por leões e leopardos, mas também podem predar animais de pequeno porte.
Existem três subespécies de P. cynocephalus
- Papio cynocephalus cynocephalus
- Papio cynocephalus ibeanus
- Papio cynocephalus kindae